# Paracranae celebesia
Paracranae celebesia är en insektsart som beskrevs av Willemse, C. 1931. Paracranae celebesia ingår i släktet Paracranae och familjen gräshoppor. Inga underarter finns listade i Catalogue of Life.